# طور جريبي
الطور الجُريبي Follicular Phase

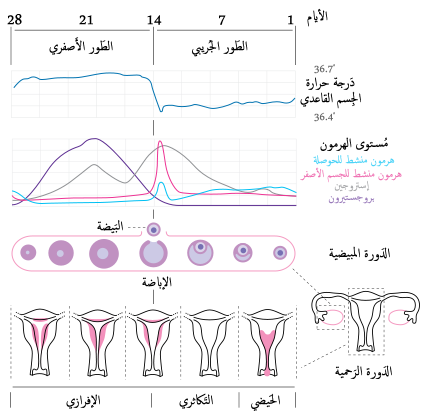
الدورة الشهرية

المرحلة الجرابية (أوالطور التكاثري) في البشر والقردة العليا وهو طور من اطوار الدورة الشهرية خلاله تنضج بصيلات المبيض ويبدأ هذا الطور بالحيض (أول يوم في الدورة الشهرية) وينتهي بإفراز هرمون الإباضة. وينتهي مع هذا الطور ببداية التبويض (بالإنجليزية: ovulation)‏. والهرمون الرئيسي الذي يتحكم في هذه المرحلة هو الاستراديول"estradiol".

## أحداث الهرمونات

### تعيين الجريب
الهرمون المنبه للجريب (FSH) ويفرز من قبل الغدة النخامية الأمامية. يبدأ إفرازه في الارتفاع في الأيام القليلة للدورة الشهرية السابقة
 وهو الأعلى والأكثر أهمية خلال الأسبوع الأول من المرحلة الجرابية 

### زيادة هرمون الاستروجين

#### الأيام 1 - 8 من الدورة
- في أول أيام الدورة الشهرية يكون مستوى FSH و LH عاليين نسبياً،
- ويحُثان تطور 10 - 20 جُريبة، ولكن عادة واحدة فقط سوف تصل للنضوج التام وتكون الجُريبة المُسيطرة Dominant Follicle وتظهر في منتصف الطور الجُريبي .
- المستوى المُرتفع نسبياً لهرمون FSH و LH هو من تأثير المستوى المُنخفض لهرمون الإستروجين والبروجيستيرون من الدورة السابقة (تلقيم ارتجاعي إيجابي Positive Feedback),
- أثناء ومُباشرة بعد الطمث (الحيض) يكون مستوى الإستروجين مُنخفض نسبياً ويبدأ بالارتفاع مع التطور الجُريبي Follicular Development في المبيض.[2]

### زيادة LH والتبويض

#### الأيام 9 - 14 من الدورة
- مع زيادة حجم الجُريبة تتجمع السوائل بين الخَلاَيا المُحَبَّبة التي تندمج مما ينتج عنه جوف مركزي ممتلأ بالسوائل يُسمى غار الجُريب Antrum Folliculare ,
- هذا الجوف يُحول الجُريبة الأولية Primary Follicle إلى جُرَيبُ غراف (الجُرَيباتُ المَبيضِيَّةُ الحُوَيصِلِيَّة) Graafian Follicle ,
- وتحتل الخَلِيَّةُ البَيضِيَّة Ovocyte جزء طرفي منه مُحاطة ب 2 - 3 طبقات من الخَلاَيا المُحَبَّبة تُسمى رُكْمَةٌ مَبِيْضِيَّةٌ

Cumulus Oophorus .
- مع نضوج الجُريبة المِبيضية يزداد إفراز هرمون الأستيروجين خاصة استراديول "estradiol" من الخَلاَيا المُحَبَّبة ويصل ذروته 18 ساعة قبل الإباضة.
- مع ارتفاع مستوى الإستيروجين في الدم يتم تثبيط إفراز FSH و LH بآلية التلقيم الارتجاعي السلبي Negative Feedback Mechanism وذلك لمنع فرط تحفيز المبايض ونضوج أكثر من جُريبة، وكذلك مادة الأنهيبين Inhibin التي تفرزها الخَلاَيا المُحَبَّبة للغرض نفسه.

## الموجات الجرابية
الوقت من تعيين بصيلات المرحلة الثالثة إلى الإباضة هو عادة حوالي أسبوعين، تشمل أيام 1-14 من الدورة الشهرية في دورة شهرية مثالية (28 يوم). ومع ذلك، فإنه من الشائع للمرحلة الجريبية تستمر لفترة أطول من ذلك بسبب عدم تطور أي جُريبة مُسيطرة والذي قد يحدث احيانا.